# Arvis Piziks
Arvis Piziks (Gulbene, 12 de setembre de 1969) va ser un ciclista letó, que fou professional entre el 1994 i el 2003. Quan encara era amateur va competir amb la Unió Soviètica. El seu èxit esportiu més important fou el Campionat nacional en ruta.
Va participar en tres Jocs Olímpics.

## Palmarès
- 1991
  - Vencedor d'una etapa a la Volta a la província de Lieja
  - Vencedor d'una etapa al Tour d'Hainaut
- 1992
  - 1r al Cinturó a Mallorca i vencedor d'una etapa
  - 1r al París-Tours sub-23
  - Vencedor d'una etapa a la Volta a Suècia
- 1993
  - 1r al First Union Invitational
  - Vencedor de 2 etapes al Gran Premi Guillem Tell
- 1994
  - 1r al Gran Premi François-Faber
  - 1r a l'Internatie Reningelst
  - Vencedor d'una etapa a la Volta a Suècia
  - Vencedor de 2 etapes al Circuit Franco-Belga
- 1996
  - Vencedor d'una etapa al Tour del Llemosí
  - Vencedor d'una etapa al Tour DuPont
  - Vencedor de 2 etapes al Herald Sun Tour
- 1998
  - Vencedor d'una etapa al Herald Sun Tour
  - Vencedor d'una etapa a la Volta a Hessen
- 2000
  -  Campió de Letònia en ruta
  - 1r al Gran Premi Samsung Mobile
  - Vencedor d'una etapa als Quatre dies de Dunkerque

### Resultats al Tour de França
- 1995. 91è de la classificació general
- 1996. Abandona (13a etapa)
- 2000. 93è de la classificació general
- 2002. 152è de la classificació general